# Igor César

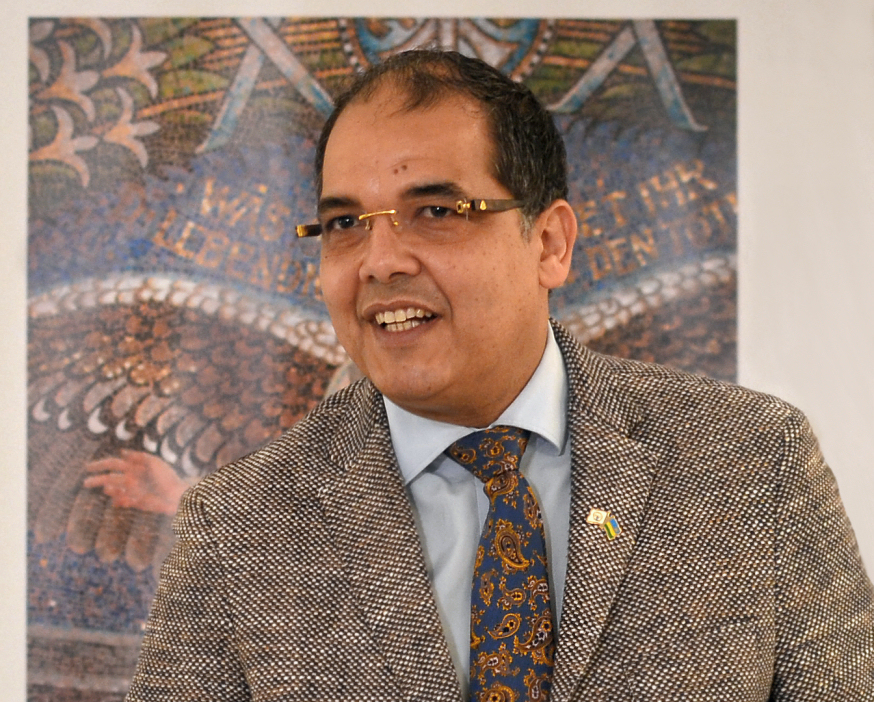
Igor César, 2018

Igor César (* 13. Januar 1968 in Weimar) ist ein ruandischer Diplomat. Seit 2015 ist er Botschafter Ruandas in Deutschland in der Nachfolge von Christine Nkulikiyinka.

## Leben
Igor César ist der Sohn eines ruandischen Vaters und einer deutschen Mutter. Sein Vater hatte Ruanda um 1960 verlassen und studierte in Belgien. Um nach der Unabhängigkeit Ruandas von 1962 im Ausland verbleiben zu können, blieb ihm nur der Umzug in ein Ostblockland. Er ließ sich in der DDR nieder, wo er an der Bauhaus-Universität Weimar studierte. Die ersten vier Lebensjahre verbrachte Igor César in Weimar. 1971 zog er mit seinen Eltern nach Afrika, wo die Familie in Äthiopien, Tansania und in Burundi lebte.
1988 kehrte César nach Deutschland zurück, wo er bis 1993 blieb. Danach fand er seinen Lebensmittelpunkt in Kanada. Er studierte von 1994 bis 1999 Politikwissenschaften an der Universität von Alberta. Bis 2014 war Igor César beruflich in verschiedenen Bereichen tätig, zuletzt in Ruanda als Unternehmer im Agribusiness und der Tourismusbranche in der Westprovinz.
2005 gründete Igor César das „Centre César“ in Kimironko in Ruanda als Witwendorf mit 150 Häusern. Dazu habe ihn Esther Mujawayo inspiriert, da über 10 Jahre nach dem Völkermord von 1994 viele Witwen unter erbärmlichen Umständen lebten. Die Einrichtung ist nach seinem Vater benannt, der als Architekt und in der Entwicklungszusammenarbeit tätig war.
Im Diplomatischen Magazin von Januar 2016 erschien ein ausführliches Interview mit César und am 9. Februar 2016 strahlte der Bildungssender ARD-alpha ein 45-minütiges Interview in der Reihe alpha–Forum mit ihm aus.

## Privates
Igor César ist verheiratet und Vater von vier Kindern. Seine Muttersprachen sind Kinyarwanda und Deutsch, darüber hinaus spricht er Französisch, Englisch, Suaheli und Kirundi.